# Комуникација
Комуникација (од лат. commūnicāre са значењем „делити“ или „учинити заједничким; саопштити; објавити”) представља чин преношења разумљиве информације. Комуникација захтева пошиљаоца, поруку и примаоца. Комуникација је важна активност коју чак и несвесно спроводимо у сваком тренутку нашег свакодневног живота. Често нисмо ни свесни да као појединци, комуницирамо са одређеном појавом или са више њих истовремено. Многи аспекти савремене комуникације се данас подразумевају, јер су постали природна активност у нашим дневним навикама. Комуникологија, као научна дисциплина, највише се бави комуникацијама.
Познати српски комуниколог Мирољуб Радојковић нуди три својства комуникације. Прва је да се у њој одиграва нека врста размене и да у тој размени онај који комуницира не губи ништа, дакле када размењујемо материјална добра увек неко (онај који даје) мора бити на (материјалном) губитку. Код комуникације то није случај. Друга одлика је оспољавање менталних садржаја и емоција кроз знакове и симболе. Коначно, последње својство је поопштавање увида информација, знања и емоција. Та последња одлика има везе с цивилизацијом, пошто се знакови и симболи могу „и кроз простор и кроз време (...) тако су тековине цивилизације 'путовале' са континента на континент”.
Пренос информација као најчешћи облик савремене комуникације, може се, како у историји, тако и данас одвијати:
- у простору, при чему је потребно максимално смањити време потребно за пренос одређене информације
- у времену, о чему сведоче трајни записи

И ако има дугу историју, практично од постанка света, савремена комуникација остварује три основна начина:
- говорним методама које користе живу реч
- у писаној форми, која користи знакове и симболе, као што су на пример слова алфабета (што представља графичку комуникацију)
- визуелним ефектима, где се такође користе знакови и симболи, који су осмишљени као придруживање једне или више речи посматраном објекту.

Поруке које се шаљу путем комуницирања, могу имати различите намене у зависности од потреба појединца или организације, која комуницира. Ове поруке се користе да информишу, упитају, стимулишу, подстакну, наговоре, утичу, пруже знање или да забаве. Стога начин на који се остварује комуникација – стварање и слање поруке, најчешће зависи од неколико главних чинилаца:
- Ситуације
- Природе (садржаја) поруке
- Броја људи којима је порука намењена, што је посебно значајно

## Дефиниције комуникације
Слично као и у многим сродним наукама, постоји више десетина, па чак и стотина различитих дефиниција комуникације и још увек нема једне коју би прихватила већина научника који се баве овим пољем.
Харолд Ласвел, амерички политолог и комуниколог, описао је њене компоненте познатом, тзв. Ласвеловом формулом: '’Ко, каже шта, којим каналом, коме и с којим ефектом?’, али теоретичари комуникације нису се на томе задржали.
Катерина Милер у књизи „Теорија комуникације: перспективе, процеси и контексти“ (енгл. Communication Theories: Perspectives, Processes, and Contexts) даје преглед чак седамнаест различитих дефиниција комуникације кроз историју. Вивер, нпр. каже да комуникација „укључује све процедуре којима људи утичу једни на друге“, а Ховс комуникацију назива „структурираним понашањем у простор-времену са симболичком одредницом“.
У свима њима комуникација се посматра или као процес или као стварање значења или као пренос одређене информације или поруке, а врло често и као комбинација двају погледа, или чак као све троје заједно.
Психолози дефинишу комуникацију у ужем и у ширем смислу. У ширем, комуникација је интеракција путем знакова (у које спадају сигнали и симболи), а у ужем је интеракција путем симбола.

## Облици комуникација
- вербална комуникација
- невербална комуникација
- интраперсонална комуникација
- интерперсонална комуникација
- групна комуникација
- јавна комуникација
- масовна комуникација
- активно слушање
- телекомуникација
- рачунарско-посредована комуникација
- здрава комуникација

Радојковић уводи следећу класификацију комуникација:
- према духовним активностима човека:

1. научна
2. уметничка
3. религиозна

- према људским чулима:

1. визуелна
2. аудитивна
3. тактилна
4. олфакторна
5. густативна

- према броју учесника и величини простора:

1. интраперсонална
2. интерперсонална
3. групна
4. масовна
5. руморна (од уха до уха, из ње настају гласине)
6. виртуелна

- према начину како је почела:

1. увежбана („кућно васпитање”)
2. спонтана
3. планирана

- према употреби техничких средстава:

1. непосредна
2. посредна

- према отворености, доступности у кругу учесника и видљивости порука:

1. јавна
2. тајна

- према врсти гестова:

1. вербална
2. невербална

### Невербална комуникација
Невербална комуникација описује процесе преношења типа информација у облику нелингвистичких репрезентација. Примери невербалне комуникације су хаптична комуникација, хронемична комуникација, гестикулација, говор тела, мимика, контакт очима, и начин одевања. Невербална комуникација се такође односи на намеру поруке. Примери намере су добровољни, намерни покрети попут руковања или намигивања, као и нехотични, као што је знојење. Говор исто тако садржи невербалне елементе познате парајезик, e.g. ритам, интонација, темпо, и нагласак. То највише утиче на комуникацију на подсвесном нивоу и успоставља поверење. Слично томе, писани текстови садрже невербалне елементе као што је стил рукописа, просторно уређење речи и употреба емотикона ради преношења емоција.
Невербална комуникација демонстрира један од Вазлавикових закона: „не можете да не комуницирате”. Након што близина формира свесност, жива бића почињу да тумаче све примљене сигнале. Сврха неких функција невербалне комуникације код људи је да допуне и илуструју, да ојачају и нагласе, да замене и надокнаде, да контролишу и регулишу, и да противрече деновативној поруци.
На невербалне знаке се људи у знатној мери ослањају при изражавању комуникације и при интерпретирању комуникације других, и они могу да замене или надокнаде вербалне поруке. Међутим, невербална комуникација је двосмислена. Кад су вербалне поруке у контрадикцији са невербалним порукама, посматрање невербалног понашање се користи за расуђивање ставова и осећаја других особа, пре него да се подразумева да је сама вербална комуникација истинита.
Постоји неколико разлога зашто невербална комуникација игра виталну улогу у комуникацији:
„Невербална комуникација је свеприсутна.” Она је део сваког појединачног комуникационог чина. Да би постојала тотална комуникација, сви невербални канали као што су тело, лице, глас, изглед, додир, растојање, временски размаци, и други фактори окружења морају бити ангажовани током интеракције лице-у-лице. Писана комуникација исто тако може да има невербалне карактеристике. Електронска пошта и веб ћаскање омогућавају саговорницима да промене фонт и боју текста, позадину, емотиконе, и величину слова да би се изразили невербални знаци у вербалном медијуму.
„Невербална понашања су мултифункционална.” Мноштво различитих невербалних канала се симултано користи при чину комуникације, што пружа могућност симултане размене више порука.
„Невербално понашање може да формира универзални језички систем.” Смејање, плакање, показивање, миловање и зурење су невербална понашања која се могу користити и која други људи могу разумети независно од националности. Такви невербални сигнали омогућавају најосновнију форму комуникације кад вербална комуникација није ефективна услед језичких баријера.

### Вербална комуникација
Вербална комуникација је говорно или писано преношење поруке. Људски језик се може дефинисати као систем симбола (понекад познатих као лексема) и граматичких правила путем којих се манипулишу симболи. Реч „језик” се такође односи на заједничка својства језика. Учење језика се нормално најинтензивније одвија током људског детињства. Велика већина од хиљада постојећих људских језика користи обрасце звукова или гестикулација као симболе који омогућавају комуникацију. Језици имају тенденцију да деле одређена својства, мада постоје изузеци. Не постоји дефинитивно разграничење између језика и дијалекта. Конструисани језици као што је Есперанто, програмски језици, и разни математички формализми нису неопходно ограничени својствима која су заједничка за људске језике.
Као што је раније поменуто, језик може да буде карактерисан као симболички. Чарлс Огден и И. А. Ричардс су развили модел троугла значења да би објаснили симбол (релацију међу речима), означену ствар (ствар коју симбол описује), и значење (мисао која је асоцирана са речју и предметом).
Својствима језика руководе правила. Језик следи фонолошка правила (звукове који се јављају у језику), синтаксна правила (аранжман речи и интерпункцију реченице), семантичка правила (договорено значење речи), и прагматичка правила (значење изведено из контекста). Значења која су везана за речи могу бити дословна или другачије позната као денотативна; везана за предмет дискусије, или, значења која узимају контекст и релације у обзир, иначе позната као конотативна; везана за осећања, историју и динамику моћи међу особама које комуницирају.
Усвајањем језика се усвајају и доминантна уверења и вредности заједнице у којој особа одраста, али и специфична слика света. Значење језичких исказа се не може потпуно разумети уколико се у обзир не узме социјални контекст комуникације. Један израз може имати различита значења у различитим културама.

#### Сексистички језик
Поред тога што доприноси развоју како појединца, тако и друштва у целини, језик може бити инструмент за очување потлаченог и неравноправног положаја друштвених група. Један такав пример јесте оно што се назива сексистички језик, који одржава уверење да је мушки род доминантнији од женског. То је видљиво уколико се сагледа значење појединих речи попут: домаћин и домаћица, секретар и секретарица. Или речи које се употребљавају у множини су чешће читаоци, грађани, ученици, односно сасвим у мушком роду.

### Симболи и сигнали
Симболи и сигнали спадају под знакове. Знакови су драж или стимулус који представља или указује на нешто. Сигнал је спонтано емитовани знак који указује на нешто са чиме је природно (нужно) повезан. Сигнали: пас који режи, кашаљ, зној... Уколико је некоме непријатно, он поцрвени... Особа не жели намерно да пошаље поруку (можда жели и да је сакрије), али ће за другу особу то бити информација на основу које ће донети закључак.
Тон и висина гласа, усмеравање погледа, изрази лица, положај главе и тела, гестикулација, али и мјаукање мачака, лавеж паса, песма птица - све су то сигнали на основу којих се нешто закључује о стањима других људи и организама.
Људи неке знакове не емитују спонтано и ненамерно, већ напротив, желе да пренесу информацију са значењем. Ако човек жели да свесно саопшти неку поруку, он користи симболе. Симбол је намерно емитован знак са договореним значењем који представља нешто или стоји уместо нечег другог са чим није природно повезан. Једино су људи у стању да смишљају и употребљавају симболе.

### Асертивна комуникација
Асертивна комуникација подразумева изражавање ставова, мишљења, осећања и потреба уз уважавање друге особе. Кључ за асертивну комуникацију јесу "ја-поруке". Помоћу њих, особа може да искаже своје унутрашње стање, а да притом уважава другу особу.

## Писана комуникација и њен историјски развој
Временом су форме и идеје о комуникацији еволуирали кроз континуирано напредовање технологије. Напреци обухватају психологију комуникација и медија, једно ново поље студирања.
Напредак писане комуникације се може поделити на три „револуције информационе комуникације”:
1. Писана комуникација се првобитно појавила у виду употребе пиктограма. Пиктограми су били направљени од камена, и стога писана комуникација није иницијално била мобилна. Дошло је до развоја стандардизованих и поједностављених форми пиктограма.
2. До следећег корака је дошло кад је за писање почео да се користи папир, папирус, глина, восак, и други медији са заједничким системом писања, што је довело до прилагодљивих алфабета. Комуникација је постала мобилна.
3. Финалну фазу карактерише пренос информација путем контролисаних таласа електромагнетне радијације (тј., радио, микроталасно, инфрацрвено) и других електронских сигнала.

Комуникација је стога процес путем кога се значење приписује и конвертује у покушају креирања заједничког разумевања. Грегори Бејтсон је то назвао „репликацијом таутологија у свемиру”. Овај процес, који захтева огроман репертоар вештина у међуљудској спознаји, слушању, посматрању, говору, испитивању, анализи, гестовима и евалуацији омогућава колаборацију и кооперацију.
За употребу невербалних симбола важи исто што и за вербалне. Њихово значење је произвољно, договорено и мора се учити. Један гест може имати сасвим супротно значење у различитим срединама.

## Облици и компоненте људске комуникације
Људска комуникација дели се на вербалну комуникацију и невербалну комуникацију.
Вербална комуникација је комуникација коју појединац остварује говором (и писмом као записом говора), а невербална комуникација она коју остварује невербалним знаковима.
Основни комуникацијски алат људске комуникације је језик.
Појам језика означава три основна појма:
1. специфичан језик који користи одређени народ или група говорника
2. скуп назива (номенклатура), односно инструмент за именовање објеката који постоје у свету око нас
3. оруђе за изражавање мисли унутар наших глава

Словенски комуниколог Франц Врег сматра да се језик треба посматрати на три основна нивоа:
1. семантичкој, која проучава однос између језичних знакова и изванјезичних објеката које ти знакови означавају
2. синтактичкој, која проучава међусобни однос знакова
3. прагматичкој, која успоставља однос између знака и његова корисника

Различити аутори истичу да је језик основни алат којим спознајемо сами себе, али и свет око себе. Њиме одражавамо, и поновно успостављамо нашу заједничку стварност. Без језика као инструмента комуникације готово не би било ни човека, ни људског друштва какво познајемо.

## Теорије о комуникацији
Постоји много различитих модела који описују комуникацијске процесе, почевши од најједноставнијих модела преноса поруке од пошиљатеља до приматеља кроз један канал. За њих је комуникација акција чији је циљ пренети поруку од једног пошиљатеља до другог. Има модела који комуникацију посматрају као интеракцију с циљем заједничког стварања поруке у којем је пошиљатељ истодобно и приматељ и обратно, а које се догађа кроз међусобну трансакцију поруке и повратне везе . Сви споменути приступи формирали су широко поље различитих теорија које описују комуникацију и њене феномене.
Клод Шенон и Ворен Вивер у својим радовима описали су модел комуникације, често називан и „мајком свих модела“, који се састоји од наизглед једноставног система који повезује извор или пошиљатеља информације, канал кроз који се информација шаље, приматеља или одредиште те буку која утиче на информацију током процеса преноса. У складу с погледима кибернетичке традиције, Шенон и Вивер комуникацију посматрају као део система коме је циљ доставити што је могуће тачнију и неизмењену информацију, на коју утичу различите сметње или „бука у каналу“. Што је бука мања, мања је и неизвесност око саме информације и обрнуто – повећање буке у каналу повећава вероватноћа да ће информација бити пренесена само деломично или да ће бити криво реинтерпретирана, па се тиме ствара неизвесност око јавне информације.
Хрватски комуниколог Даријо Черепинко у својем уџбенику као најважније наводи следеће теорије:
1. Теорије које се баве стварањем и преношењем значења
- Теорија симболичког интеракционизма
- Координисано управљање значењем или теорија правила
- Конструктивизам
- Наративна парадигма
- Теорија симболичког приближавања
- Теорија друштвене конструкције стварности
- Семиотика

1. Теорије интерперсоналне комуникације

- Драматуршка перспектива
- Теорија смањења неизвјесности
- Теорија друштвене пенетрације
- Теорија кршења очекивања
- Интеракцијски поглед
- Дијалектика односа
- Теорија когнитивне дисонанце
- Модел вероватноће објашњавања

1. Теорије групне комуникације и комуникације у организацијама

- Теорија друштвеног просуђивања
- Функционална перспектива групног одлучивања
- Теорија прилагодљивог структурирања
- Приступ информацијског система
- Културни приступ организацијама
- Критичка теорија комуникације у организацијама

1. Реторика
2. Теорије масовне комуникације

- Теорија медија (Технолошки детерминизам) Маршала МекЛухана
- Парадигма ограниченог утицаја
- Теорија задовољења користи
- Теорија друштвене одговорности медија (Четири теорије штампе)
- Културни студији
- Теорија култивације
- Теорија постављања приоритета
- Спирала ћутања

1. Интеркултурална комуникација и комуникација између родова

- Теорија говорних кодова
- Теорија ућуткане групе
- Теорија стајалишта
- Родолект

## Нивои и контексти комуницирања
Комуникација је процес размене мисли, осећаја и порука који се нужно одвија кад год постоји интеракција (међуоднос, међуделовање). Комуникација је део обележја појединих народа или група људи, па је у међународним односима врло важно познавати културу и традицију суговорника да би се могло успешно комуницирати. Због тога је комуникација темељ међуљудских односа. Нивои комуникације могу бити: породичне (комуникација између чланова породице), племенске (племићке породице које имају обичаје и стандарде комуницирања), емотивне, рационалне итд. Ниво комуницирања има толико колико има и друштвених нивоа. Свака комуникација зависи од контекста комуницирања.

## Баријере за ефективност
Баријере за ефективну комуникацију могу да зауставе или изобличе поруку или намеру поруке која се преноси. То може да резултира у неуспеху процеса комуникације или да узрокује нежељени ефекат. Тиме су обухваћени филтрирање, селективна перцепција, преоптерећење информацијама, емоције, језик, ћутање, комуникацијски страх, родне разлике и политичку исправност.
Тиме су исто тако обухваћени одсуство примене комуникације која „одговара знању”, до чега долази кад особа користи двосмислене или комплексне правне изразе, медицински жаргон, или описе ситуације или окружења које реципијент не разуме.
- Физичке баријере - Физичке баријере се обично јављају услед природе окружења. Један пример тога је природна баријера која постоји ако је особље лоцирано у различитим зградама или на различитим локацијама. Слично томе, лоша или застарела опрема, посебно пропуст менаџмента да уведе нове технологије, може исто тако да буде проблем. Недостатак особља је још један фактор који често доводи до комуникационих потешкоћа у организацији.
- Системски дизајн - Омашке дизајна система се односе на проблеме са структурама или система који се користе у једној организацији. Примери могу да обухватају организациону структуру која је збуњујућа и стога није јасно са ким је потребно водити комуникацију. Други примери могу бити неефикасни или неадекватни информациони системи, недостатак надзора или обуке, и недостатак јасноће у улогама и одговорностима које могу довести до тога да особље није сигурно шта се од њих очекује.
- Баријере услед ставова - Баријере услед ставова се јављају као резултат проблема са особљем у организацији. Ово се може јавити, на пример, услед фактора као што су лоше управљање, недостатак консултација са запосленима, лични конфликти који могу да доведу до тога да људи одлажу или одбијају да комуницирају, личних ставова појединих запослених који могу бити због недостатка мотивације или незадовољства на послу, што је узроковано недовољном обуком која би им се омогућила извршавање одређених задатака, или једноставно отпором на промене услед укорењених ставова и идеја.
- Двосмисленост речи/фраза - Речи које звуче исто али имају различито значење могу да пренесу потпуно различите поруке. Стога комуникатор мора да осигура да слушалац прими жељено значење. Често је корисно да се двосмислене речи избегавају кориштењем алтернатива кад год је то могуће.
- Индивидуалне лингвистичке способности - Употреба жаргона, тешких или неприкладних речи у комуникацији може да онемогући слушаоцу да разуме поруку. Слабо објашњене или погрешно схваћене поруке могу довести до конфузије. Међутим, истраживања у комуникацији су показала да конфузија може да пружи легитимитет истраживању када убеђивање не успе.[20][21]
- Физиолошке баријере - Оне могу да произађу из личне нелагодности појединаца, узроковане — на пример — лошим здрављем, лошим видом или тешкоћама са слухом.
- Заобилажење - Она се јављају као комуникатори (пошиљалац и прималац) не придају иста симболична значења својим речима. То се дешава кад пошиљалац изрази мисао или каже реч, а то слушалац схвати са другачијим значењем.
- Технолошка вишезадатност и апсорбанција - Са брзим повећањем технолошки вођене комуникације задњих деценија, индивидуе се све више суочавају са кондензованом комуникацијом у виду електронске поште, текст порука, и друштвеног ажурирања. Ово је, заузврат, довело до значајне промене у начину на који млађе генерације комуницирају и спознају своју сопствену ефикасност у комуницирању и повезивању са другима. Са свеприсутним присуством једног другог „света” у џепу, појединци су изложени вишеструким задацима физички и когнитивно путем непрестаних подсећања на нешто друго што се догађа на другом месту. Иако је то можда још увек сувише нов напредак да би се знали дугорочни ефекти, ово је предмет садашњих истраживања личности попут Шери Таркл.[22]
- Страх од критике - Ово је главни фактор који спречава добру комуникацију. Ако се особа придржава једноставне праксе за побољшање комуникацијске вештине, она може постати ефективни комуникатор. На пример, она може да прочита чланак из новина или да прикупи вести путем телевизије и да то презентира испред огледала. Тиме се не само повећава самопоуздање, већ се побољша језик и речник.
- Полне баријере - Већина комуникатора било да су тога свесни или не, обично имају задати циљ. Ово је веома уочљиво међу различитим половима. На пример, за многе жене се сматра да су критичније у решавању сукоба. Такође је запажено да су мушкарци склонији да се повуку из сукоба него жене.[23] Ова подела и упоређење не само да показују да постоји много фактора при комуникацији између два пола, него и простор за побољшање, као и утврђене смернице за све.

## Услови успешне комуникације

### Одвијање комуникације
Особа која жели да пренесе одређену информацију мора је најпре кодирати у поруку служећи се неким правилима. Тај скуп правила се назива код. Код је систем знакова дефинисан одређеним правилима. Језик је један од кодова, па се мора знати како фонеме да конструише у речи, а речи у реченице.
Порука се преноси одређеним медијем (усмено, писмено...) и стиже до друге особе која је мора декодирати. Што се више кодирана и декодирана информација подударају, то је боља комуникација.

## Средства масовне комуникације
Тек крајем 19. века се појављује телеграф и телефон, после Првог светског рата и радио, а пред Други телевизија. Свака од иновација била је мала револуција за комуникацију међу људима. Иако је заснована на истим принципима као и она лицем у лице, комуникација овим средствима масовне комуникације је другачија и специфична.
Интернет и мобилни телефони чине комуникацију данас бржом и лакшом. Превазиђене су временске и просторне препреке. Језик који се користи обилује многим новим речима. Нешто што би се обично преносило невербалном комуникацијом, преноси се емотиконима. Иако постоје бројне предности интернета, једна од највећих мана јесте појава дезинхибиције услед анонимности и заштићености. Дезинхибиција на интернету представља попуштање контроле над понашањем у комуникацији путем интернета изазвано осећањем анонимности. На интернету су људи спремнији да поделе јако интимне ствари и да буду агресивнији. Појава дигиталног насиља се све више истражује.